# Vi vil fred her til lands
"Vi vil fred her til lands" er det 21. afsnit af den danske tv-serie Matador. Det blev skrevet af Lise Nørgaard og instrueret af Erik Balling. 
Afsnittet foregår i foråret 1945.

## Handling
Der bliver afholdt gravøl for lærer Andersen hos familien Varnæs. Under arrangementet får de besked om tyskerne har overgivet sig.
Ellen, som er gift med Mogens Lamborg, kommer i knibe, da svigerfaderen står anklaget for værnemageri. Mads Skjern får derfor travlt med at få hende i sikkerhed.
Frihedskæmperne anholder ved en fejl Viggo Skjold Hansen og han bliver kørt gennem byen med øvrige værnemagere til spot og spe. Han får et slagtilfælde, hvilket ændrer hans væremåde fuldstændigt.
Efter krigen er slut vender Lauritz Jensen og hr. Stein vender tilbage efter at have været flygtet til Sverige.
Misse Møhge fortæller Maude Varnæs årsagen til, at Andersen fik den lungebetændelse, som han døde af, var at hun havde låst ham ude på altanen på deres bryllupsnat og først lukkede ham ind næste morgen.